# Perissus quadrimaculatus
Perissus quadrimaculatus là một loài bọ cánh cứng trong họ Cerambycidae.